# Else-Maj Johansson
Else-Maj Johansson, född 2 maj 1935 i Varberg, är en svensk målare, tecknare och grafiker.
Johansson, som är dotter till postiljon Erik Johansson och Elsa Gabrielsson, studerade vid Chelsea School of Art i London 1952–1954 och vid Slöjdföreningens skola i Göteborg 1954–1958. Hon var bosatt i Paris 1964–1970 och i Lofoten sedan 1986. Hon har hållit separatutställningar i bland annat Stockholm, Göteborg, Paris och deltagit i en lång rad samlingsutställningar. 
Hon är representerad vid Moderna museet, H M Konungens samling samt kommuner, Örebro läns landsting och landsting. Hon tilldelades Ester Lindahls stipendium 1971. Hon har utgivit boken Mitt Lofoten (2011).